# Jean-François Copé
Jean-François Copé (Boulogne-Billancourt, 5 maggio 1964) è un politico francese, sindaco di Meaux ed ex deputato del sesto distretto di Seine-et-Marne, ricoprì diversi incarichi ministeriali nei governi di Jean-Pierre Raffarin (I, II e III Governo Raffarin) e Dominique de Villepin (Governo de Villepin). È segretario generale dell'Unione per un Movimento Popolare (UMP) tra il 2010 e il 2012, quindi presidente del partito dal 2012 al 2014. È candidato alle elezioni primarie dei repubblicani nel 2016 in vista delle elezioni presidenziali del 2017, durante le quali termina in ultima posizione.

## Biografia
Nasce da famiglia ebraica. Il padre, Roland Copé, originario della Bessarabia, era figlio di un medico a Iași, Marcu Hirs Copelovici. Il padre di Copé cambiò il suo nome da Copelovici a Copé. La madre si chiama Monique Ghanassia. La famiglia materna è originaria dell'Algeria. Copé si definisce "ebreo non praticante". Ha una sorella, Isabella, nata nel 1966, e un fratello, Jean-Fabrice, nato nel 1980.
Copé ha completato due studi in una Grande école: Sciences Po e dal 1987 al 1989 presso l'École nationale d'administration ENA. Ha lavorato come avvocato fino al 2011 e ha insegnato Economia alla Sciences Po.
È stato dal 2004 al 2007 Ministro delle finanze rispettivamente nel governo di Raffarin e Villepin. Dal 2007 al 2010 è stato presidente del gruppo UMP all'Assemblea nazionale, la Camera bassa francese. È succeduto a Xavier Bertrand come segretario generale dell'UMP il 17 novembre 2010. Dopo le elezioni presidenziali francesi nel 2012, quando Nicolas Sarkozy è stato eletto, Copé è stato eletto leader politico dell'UMP. Anche l'ex primo ministro, 
François Fillon, aspirava a quella posizione. La differenza di voti era così piccola, 50,3% contro 49,7%, che Fillon ha sfidato il risultato per qualche tempo. Copé ha rassegnato le dimissioni da presidente dell'UPM il 27 maggio 2014. Durante le elezioni presidenziali francesi del 2012, i suoi stretti collaboratori del partito hanno speso almeno 8 milioni di euro in un'agenzia di comunicazione.
È sindaco di Meaux dal 2005, e in precedenza dal 1995 al 2002.

### Vita privata
Il 1 ° giugno 1991, ha sposato Valérie Ducuing, consulente di pubbliche relazioni presso Veolia. Da questo primo matrimonio nascono una figlia e due figli. Divorziarono nel 2007.
Ha una seconda figlia, nata nel 2010 dalla sua unione con Nadia Hamama psicologa per bambini di origine cabila e italiana nata nel 1966, ex moglie del conte Eric d'Orne d'Alincourt, un famoso psichiatra. Dal 2008 è il suo responsabile parlamentare. La coppia si sposa il 3 dicembre 2011, nel municipio di Meaux.

## Pubblicazioni
- 1990: Finances locales, avec François Werner et préface de Pierre Richard - Economica - (Rééditions en 1993 et 1997)
- 1999: Ce que je n'ai pas appris à l'ENA. L'aventure d'un maire - Hachette Littératures
- 2002: Devoir d'inventaire. Le dépôt de bilan de Lionel Jospin - Albin Michel
- 2006: Promis, j'arrête la langue de bois - Hachette Littératures
- 2007: L'État de l'opinion, avec Sylvie Goulard, Muriel Humbertjean et Gérard Le Gall - Le Seuil
- 2009: Un député, ça compte énormément - Albin Michel
- 2010: La France Assise - Albin Michel
- 2012: Manifeste pour une droite décomplexée  - Fayard
- 2013: La Bataille de la Marne, avec Frédéric Guelton - Tallandier
- 2016: Le sursaut français, Stock
- 2019: L'IA va-t-elle aussi tuer la démocratie ?, avec Laurent Alexandre, JC Lattès